# Chardeny
Chardeny ist eine französische Gemeinde mit 57 Einwohnern (Stand: 1. Januar 2022) im Département Ardennes in der Region Grand Est (bis 2015 Champagne-Ardenne). Sie gehört zum Arrondissement Vouziers, zum Kanton Attigny und zum 1997 gegründeten Kommunalverband L’Argonne Ardennaise.

## Geografie
Die Gemeinde Chardeny liegt in der Trockenen Champagne, 22 Kilometer südöstlich von Rethel. Umgeben wird Chardeny von den Nachbargemeinden Coulommes-et-Marqueny im Nordwesten und Norden, Chuffilly-Roche im Nordosten, Grivy-Loisy im Osten sowie Quilly im Süden und Südwesten.

## Bevölkerungsentwicklung
| Jahr                       | 1962 | 1968 | 1975 | 1982 | 1990 | 1999 | 2006 | 2012 | 2019 |
| Einwohner                  | 42   | 40   | 36   | 38   | 40   | 42   | 39   | 42   | 60   |
| Quellen: Cassini und INSEE |      |      |      |      |      |      |      |      |      |

## Sehenswürdigkeiten
- Kirche Saint-Vannes, erbaut im 19. Jahrhundert